# Peperomia trollii
Peperomia trollii är en pepparväxtart som beskrevs av P.C. Hutchison & W. Rauh. Peperomia trollii ingår i släktet peperomior, och familjen pepparväxter. Inga underarter finns listade i Catalogue of Life.